# Koichi Muramatsu

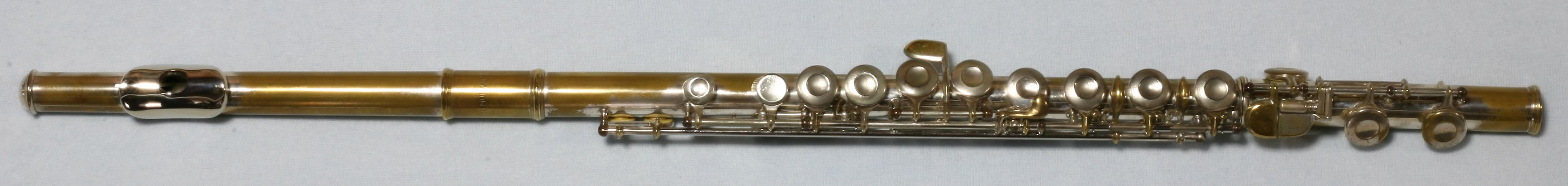
Flûte gravée "K.MURAMATSU" (corps en laiton, type sol # ouvert, clé si ♭, système Boehm)

Pour les articles homonymes, voir Muramatsu.
Koichi Muramatsu (村松 孝) (né le 12 avril 1898 à Tokyo et décédé le 6 juin 1960) est un facteur japonais de flûte traversière moderne. Comme fondateur de la maison Muramatsu Flute, il a apporté une grande contribution à l'histoire de la fabrication des flûtes japonaises et a jeté les bases de la technologie de fabrication japonaise de flûte qui est acceptée dans le monde entier.

## Biographie
Né à Tokyo, il voulait être peintre dès son plus jeune âge, mais lorsqu'il a dû s'engager dans l'armée, il a décidé de rejoindre la fanfare militaire, pensant qu'il pouvait continuer à peindre un peu et que la musique serait un plus.  En 1917, il rejoint l'école militaire de Toyama et commence à jouer du cornet à pistons. Insatisfait en tant qu'interprète, il commence à envisager une carrière dans la fabrication d'instruments, réparant les instruments de musique de l'orchestre militaire.
Il est libéré de l'armée en 1923 et commence à fabriquer des flûtes. À cette époque, il n'y avait qu'une vingtaine de flûtistes professionnels et amateurs au Japon, et il était impossible de gagner sa vie en vendant des instruments. Il a donc travaillé comme accompagnateur de films muets dans un cinéma muet et a peint des panneaux pour être payé. Bien qu'il ait de l'expérience dans la réparation de flûtes, il ne savait pas comment les fabriquer. Il a donc passé 1000 heures pour terminer son premier instrument l'année suivante. Il s'agit de la première flûte traversière moderne fabriquée au Japon.
Vers 1927, lorsque le cinéma sonore est entré au Japon, il perd son emploi de musicien et commence à réparer des instruments de musique en tant que travail secondaire. Vers 1931, le saxophoniste Isao Tsuda, qui jouait au Japan Symphony Association, demande à Koichi Muramatsu de lui fabriquer une deuxième flûte système Boehm. Initialement le laiton ou le maillechort était utilisé comme matériau. En 1932, le flûtiste Masao Yoshida (1915-2003) demande à Muramatsu de lui fabriquer une flûte avec un corps en argent. Elle a été fabriquée en collectant de la vaisselle en argent comme des fourchettes et des cuillères et en les faisant fondre.
En raison de la venue de la seconde guerre mondiale, la demande d'instruments de musique augmente. La Nikkan (Japan Wind Instruments Manufacturing Co., Ltd.) est créée en 1937 et commence à produire des instruments pour l'armée, mais elle ne sait pas fabriquer de flûtes, il a donc été demandé à Muramatsu de les aider. En 1940, environ 10 personnes dans toute l'usine fabriquent 70 à 80 flûtes par mois. Koichi Muramatsu, tout en assurant la coopération technique à Nikkan, vend ses instruments de musique au grand public (jusqu'aux bombardements de Tokyo en mars 1945). En vertu de l'ordonnance sur le contrôle des métaux après 1943, il a continué à fabriquer des flûtes avec les matériaux qu'ils avaient sous la main.
En 1951, les ventes de la marque "Prima Muramatsu" décollent par l'intermédiaire d'Ohashi Jiro Shoten en tant qu'agent et l'usine s'agrandit. Parallèlement, l'usine produit également des instruments de la marque "Muramatsu" destinés à être distribués directement aux magasins de musique. Il s'agit des mêmes instruments, seuls les marquages étaient différents. En 1956, le nombre de flûtes fabriquées atteint 10 000 et l'événement est largement couvert par les médias.
En 1960, il meurt d'une hémorragie méningée alors qu'il travaille sur un piccolo à l'usine.